# Riki Harakawa
Riki Harakawa (原川 力, Harakawa Riki), né le 18 août 1993 à Yamaguchi au Japon, est un footballeur japonais. Il évolue au poste de milieu de terrain au Kashiwa Reysol.

## Biographie

### En équipe nationale
Il participe avec l'équipe du Japon aux Jeux asiatiques de 2014. Lors de cette compétition, il inscrit un but contre la Palestine (victoire 0-4).
En janvier 2016, il participe avec le Japon au championnat d'Asie des moins de 23 ans. Lors de cette compétition, il inscrit un but contre l'Irak (victoire 2-1). Le Japon remporte le tournoi en battant la Corée du Sud en finale.
Il dispute ensuite en mai 2016 le Tournoi de Toulon. Il est dans la foulée retenu par le sélectionneur Makoto Teguramori afin de participer aux Jeux olympiques d'été organisés au Brésil. Lors du tournoi olympique, il ne joue qu'un seul match, contre le Nigeria (défaite 5-4).

## Palmarès
- Vainqueur du championnat d'Asie des moins de 23 ans en 2016 avec l'équipe du Japon